# لیا فان آکن
لیا فان آکن (آلمانی: Lea van Acken؛ زادهٔ ۱۹۹۹) یک هنرپیشهٔ اهل آلمان است.
از فیلم‌ها یا برنامه‌های تلویزیونی که وی در آنها نقش داشته‌است می‌توان به راه صلیب اشاره کرد. او با ایفای نقش ماریا، دختری کاتولیک در یک خانوادهٔ مذهبی متعصب؛ نقش اول این فیلم را برعهده داشت.
به این فیلم در شصت و چهارمین جشنواره بین‌المللی فیلم برلین، جایزهٔ خرس نقره‌ای برای بهترین فیلم‌نامه اعطا شد.
لئیا فان آکن در فیلمی دربارهٔ قربانی هولوکاست، آنه فرانک، نویسندهٔ خاطرات یک دختر جوان، به عنوان بازیگر حضور دارد. این فیلم در ۳ مارس ۲۰۱۶ منتشر شد.